# Kasia Nosowska
Katarzyna Nosowska, detta Kasia (Stettino, 30 agosto 1971), è una cantante polacca.

## Biografia
Dal 1992 è la vocalist del gruppo grunge Hey.
Nel corso della sua carriera solista, avviata nel 1996 con la pubblicazione del primo album puk.puk, ha sperimentato anche la musica elettronica.
È attiva come "colonnista" per diverse riviste polacche.
Ha vinto diversi Premi Fryderyk.

## Discografia

### Album in studio
- 1996 – Puk.puk
- 1998 – Milena
- 2000 – Sushi
- 2007 – UniSexBlues
- 2008 – Osiecka
- 2011 – 8
- 2018 – Basta

### Raccolte
- 2019 – Poeci polskiej piosenki: Nosowska, Jeśli wiesz co chcę powiedzieć…